# Marele Enisei
Marele Enisei (în rusă Большой Енисей, transliterat: Bolșoi Enisei; în tuvană Bii-Khem) este un râu din Republica Tuva, afluent de dreapta a fluviului Enisei, care se formează la confluența acestuia cu Micul Enisei. În limba tuvanilor, Bii-Khem înseamnă „râu mare”.

## Curs
Lungimea Marelui Enisei este de 605 km, suprafața bazinului său fiind de 56.800 km2. Râul este navigabil pentru 285 km în amonte de gura de vărsare. Izvorăște din lacul Kara-Balik. Nivelul ridicat al apei râului se datorează faptului că zona de colectare a râului include bazinul Todzha, care formează o arie largă de captare. Râul primește numeroși afluenți, cei mai mari dintre ei fiind Toora-Khem, Khamsara și Systyg-Khem. Bazinul superior al Marelui Enisei este o regiune muntoasă, a cărei limite în nord și est sunt granițele administrative ale Tuvei cu Bureatia, regiunea Irkutsk și ținutul Krasnoyarsk. Pe cursul său inferior, râul curge prin bazinul Tuva. În apropiere de orașul Kîzîl are loc confluența cu Kaa-Hem, formând Ulug-Khem, care este de fapt punctul de început al Eniseiului superior. Întregul district Todzhinsky din Republica Tuva este așezat în bazinul râului, în partea centrală a acestuia, Toora-Khem fiind situat la confluența cu afluentul Toora-Khem.

## Arie protejată
Cursul superior al râului este un teritoriu practic neatins, incluzând Platoul Azas, cu nouă vulcani extincți, și având caracteristici geologice unice. Lacul Azas (cunoscut și sub numele de Todzha) este situat pe afluentul Toora-Khem, fiind unul dintre obiectivele turistice ale Republicii. Aproape întregul lacul și zona aferentă râului sunt incluse în Rezerva Federală Azas.
|  |